# Piaszno (województwo zachodniopomorskie)
Piaszno – osada leśna w Polsce położona w województwie zachodniopomorskim, w powiecie gryfińskim, w gminie Banie.
W latach 1975–1998 miejscowość administracyjnie należała do województwa szczecińskiego.